# Аудио кодиране
Аудио кодирането или на англ. Audio Codec е устройство или софтуерен код, способен да кодира или декодира определен цифров поток на данни (формат). В аудио кодирането се създава алгоритъм, който компресира и декомпресира цифрови аудио данни в съответствие с даден формат за аудио кодиране. Целта на алгоритъма е да представи висококачествен аудио сигнал с минимален брой битове в поток, като същевременно се запазва качеството.
Това може ефективно да намали пространството на съхранение на честотите за пренос, необходима за предаване на съхраняващият се аудио файл.
Повечето звукови формати са внедрени в мултимедийните плеъри, а съвременните алгоритми за аудио компресия се базират на модифицирано кодиране на Дискретно косинусно преобразуване (MDCT) и Линейно предсказуемо кодиране (LPC).
|  | Тази страница частично или изцяло представлява превод на страницата Audio Codec в Уикипедия на английски. Оригиналният текст, както и този превод, са защитени от Лиценза „Криейтив Комънс – Признание – Споделяне на споделеното“, а за съдържание, създадено преди юни 2009 година – от Лиценза за свободна документация на ГНУ. Прегледайте историята на редакциите на оригиналната страница, както и на преводната страница, за да видите списъка на съавторите. ВАЖНО: Този шаблон се отнася единствено до авторските права върху съдържанието на статията. Добавянето му не отменя изискването да се посочват конкретни източници на твърденията, които да бъдат благонадеждни. |